# Blumenried (Eggenthal)
Blumenried gehört zur Siedlungsgruppe Holzstetten und ist ein Ortsteil der oberschwäbischen Gemeinde Eggenthal im Landkreis Ostallgäu in Bayern.

## Lage
Der Weiler liegt westlich von Eggenthal.

## Geschichte
Der kleine Weiler erschien erstmals 1505 in Urkunden als zur Herrschaft von Stein gehörend. Nach deren Teilung gelangten zwei Häuser von Blumenried mit den umliegenden Orten 1749 an das Kloster Kempten unter Fürstabt Engelbert von Syrgenstein. Weitere drei Häuser gehörten dem Freiherren von Echenbruck, ein Haus gehörte dem Kloster Irsee. Die Vereinödung war 1801, 1809 bestanden noch sechs Häuser im Ort.

## Baudenkmäler
In der Ortsmitte gibt es kleine Marienkapelle aus der zweiten Hälfte des 18. Jahrhunderts, die unter Denkmalschutz steht.